# Enrique Olaya Herrera

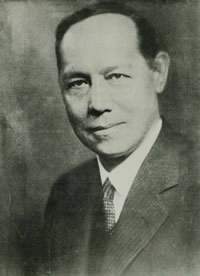
Enrique Olaya Herrera

Enrique Olaya Herrera (* 12. November 1880 in Guateque, Departamento de Boyacá; † 18. Februar 1937 in Rom) war ein kolumbianischer Journalist, Diplomat und Politiker der Partido Republicano und der Partido Liberal Colombiano. Er war mehrmals Außenminister, langjähriger Botschafter in den Vereinigten Staaten sowie zwischen 1930 und 1934 Präsident der Republik Kolumbien. Zuletzt war er von 1935 bis zu seinem Tod Botschafter beim Heiligen Stuhl.

## Leben

### Journalist und Mitgründer derPartido Republicano
Olaya Herrera begann bereits während der Schulzeit als Zwölfjähriger als Journalist zu arbeiten und gründete unter dem Spitznamen „el periodista niño de Guateque“ (‚der Kinderjournalist von Guateque‘) die Tageszeitung El Patriota. Nach Abschluss der Schule absolvierte er ein Studium der Rechtswissenschaften an der Universidad Republicana sowie der Université libre de Bruxelles und gründete während des Studiums die Wochenzeitung El Estudiante sowie später die beiden Tageszeitungen El diario Nacional und El Comercio. Daneben verfasste er als Journalist zahlreiche Reportagen für die Tageszeitung El Autonomista.
Seine politische Tätigkeit begann er im Tausendtagekrieg, der die Republik Kolumbien und ihre damalige Provinz Panama zwischen 1899 und 1902 verwüstete und der in der heutigen Geschichtsschreibung meist als Auseinandersetzung zwischen der Konservativen Partei und der Liberalen Partei mit ihren verschiedenen Fraktionen betrachtet wird. 1905 erfolgte seine Promotion zum Doktor der Rechte mit der Dissertation La cláusula de la nación más favorecida, Cuestiones territoriales, die sich mit Grenzproblemen und Territorialfragen befasste.
1909 gründete Olaya Herrera zusammen mit Carlos Eugenio Restrepo die Republikanische Partei (Partido Republicano) und gehörte zu den Hauptrednern der Movimiento del 13 de marzo de 1909 („Bewegung des 13. März 1909“), die zum Sturz des diktatorisch regierenden Präsidenten Rafael Reyes führte. Er nahm als Vertreter der Republikanischen Partei 1910 an der Konstituierenden Versammlung zur Reform der Verfassung von 1886 (Asamblea Constituyente para la reforma de la Constitución de 1886) teil.

### Außenminister, Landwirtschaftsminister und Botschafter in den USA
Nach der Wahl von Carlos Eugenio Restrepo zum Präsidenten wurde Olaya Herrera von diesem 1910 zum Außenminister (Ministro de Relaciones Exteriores) ernannt, bekleidete dieses Amt jedoch nur ein Jahr lang bis 1911. Als Außenminister gründete er mit dem Boletín del Ministerio de Relaciones Exteriores eine eigene Informationsschrift des Ministeriums.
In den folgenden Jahren konzentrierte er sich wieder verstärkt auf seine Tätigkeiten als Journalist und Herausgeber der von ihm gegründeten Zeitungen.
Während der Amtszeit von Präsident Jorge Holguín war er zwischen 1921 und 1922 erneut Außenminister und übernahm zugleich das Amt des Landwirtschaftsministers (Ministro de Agricultura) in dessen Kabinett. Im Anschluss wurde er 1922 von Präsident Pedro Nel Ospina zum Botschafter in den USA ernannt und bekleidete diesen Posten bis 1930.

### Präsident Kolumbiens von 1930 bis 1934
1930 wurde Olaya Herrera als Nachfolger von Miguel Abadía Méndez selbst zum Präsidenten Kolumbiens gewählt und übte das Präsidentenamt vier Jahre lang bis zu seiner Ablösung durch Alfonso López Pumarejo 1934 aus. Seine Präsidentschaft – die erste eines liberalen Amtsinhabers seit 1886 – leitete den Beginn der liberalen Vorherrschaft (Hegemonía Liberal) in den 1930er und 1940er Jahren ein.
Der vom 1. September 1932 bis zum 24. Mai 1933 dauernde Kolumbianisch-Peruanische Krieg wegen Grenzstreitigkeiten um den Amazonashafen Leticia im Gebiet der Tres Fronteras wurde im Mai 1934 mit Unterstützung durch den Völkerbund im Protokoll von Rio de Janeiro beigelegt und sah vor, dass Leticia im Juli wieder an Kolumbien übergeben wurde. Der Vertrag sah ferner die Demilitarisierung des Gebiets vor und sicherte Peru den freien Zugang zum Amazonas und Río Putumayo. Ebenso wurden Zoll- und Handelsvereinbarungen geschlossen und transportrechtliche Fragen der Flussschifffahrt geklärt. Im Gegenzug kam es zu einer Bekräftigung des Salomón-Lozano-Vertrags und einer formalen Entschuldigung Perus für die Invasion im September 1932. Am Zustandekommen dieses Friedensvertrags war auch der brasilianische Vermittler Cândido Rondon beteiligt.
Innenpolitisch befasste er sich während seiner Präsidentschaft mit der Lösung von sozialen Problemen und Reformen auf den Gebieten Arbeitsrecht, öffentliche Wohlfahrt, Schutz von Arbeitern und Bauern. Andererseits kam es zu einer Politik der nationalen Konzentration durch Unterstützung der einheimischen Industrie und den Bau von Straßen und Eisenbahnstrecken. Weiterhin erfolgte eine Stärkung der öffentlichen Bildung, insbesondere durch eine Verbesserung der Lehrerausbildung, sowie der Erdölförderung. Daneben kam es zur Gründung der Kreditanstalt für Landwirtschaft, Industrie und Bergbau (Caja de Crédito Agrario Industrial y Minero), der Zentralen Hypothekenbank (Banco Central Hipotecario) und des Nationalen Verbandes der Kaffeepflanzer (Federación Nacional de Cafeteros). 1931 fand erstmals der Salón de Artistas Colombianos statt, eine landesweit bedeutende Kulturveranstaltung.
Während der Amtszeit seines Nachfolgers war er 1935 kurzzeitig noch einmal Außenminister, ehe er von diesem 1935 zum Botschafter beim Heiligen Stuhl ernannt wurde und dieses Amt bis zu seinem Tod 1937 bekleidete.
Ihm zu Ehren wurde der Flughafen Enrique Olaya Herrera in Medellín benannt, der Hauptstützpunkt der Fluggesellschaften Aerolínea de Antioquia sowie der früheren Fluggesellschaft West Caribbean Airways. Außerdem wurde der Ort Olaya Herrera im Departamento de Nariño, der Parque Estadio Olaya Herrera und das Colegio Enrique Olaya Herrera in Bogotá sowie der Nationalpark Enrique Olaya Herrera, in dem sich der Berg Monserrate befindet, benannt.

## Veröffentlichungen
- La cláusula de la nación más favorecida, Cuestiones territoriales, Dissertation, 1905
- Mensaje al Congreso Nacional sobre las medidas adoptadas en desarrollo de las leyes 99 y 119 de 1931, 1932

## Hintergrundliteratur
- Gabriel Castro: La salvación de Colombia. Relación completa y detallada del gran movimiento político habido en la república de Colombia a fines de año 1929 y principios de 1930, 1930
- José Manuel Pérez Sarmiento: Reminiscencias liberales. 1897-1937, 1938
- Gustavo Humberto Rodríguez: Olaya Herrera, político, estadista y caudillo, 1981